# Горобинник звичайний
Горобинник звичайний (Sorbaria sorbifolia) — вид рослин з родини розових (Rosaceae), поширений у Японії, Кореї, Китаї, азійській Росії.

## Опис
Чагарник заввишки 2–3 м. Вся рослина, особливо на початку вегетації, густо запушена. Листки непарноперисті, з довгасто-еліптичних сегментів, 2.5–7 см завдовжки. Суцвіття — складні волоті, верхівкові. Зубці чашолистків трикутні, ≈ 1 мм довжиною, пелюстки широко-яйцеподібні, жовтувато-білі, 3–4 мм завдовжки. Тичинки набагато довші від пелюсток. Гілки випростані; гілочки голі або злегка запушені; бруньки фіолетово-бурі, яйцеподібні. Листянки циліндричні, ≈ 3 мм, голі.

## Поширення
Поширений у Японії, Кореї, Китаї, азійській Росії; широко культивується й натуралізований у Канаді, США, деяких країнах Європи.
В Україні вид розводять в садах і парках як декоративну рослину.

## Галерея

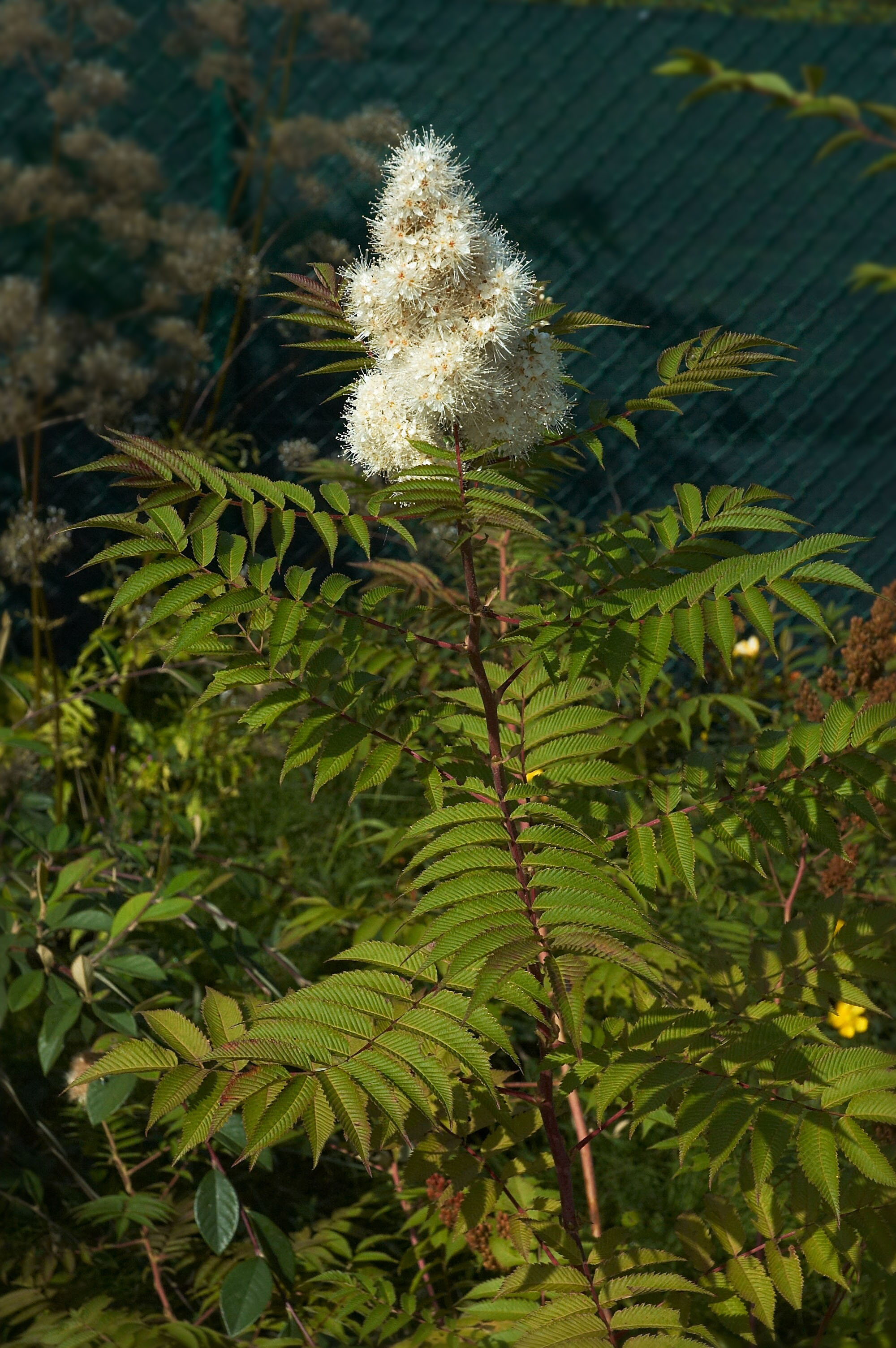
рослина
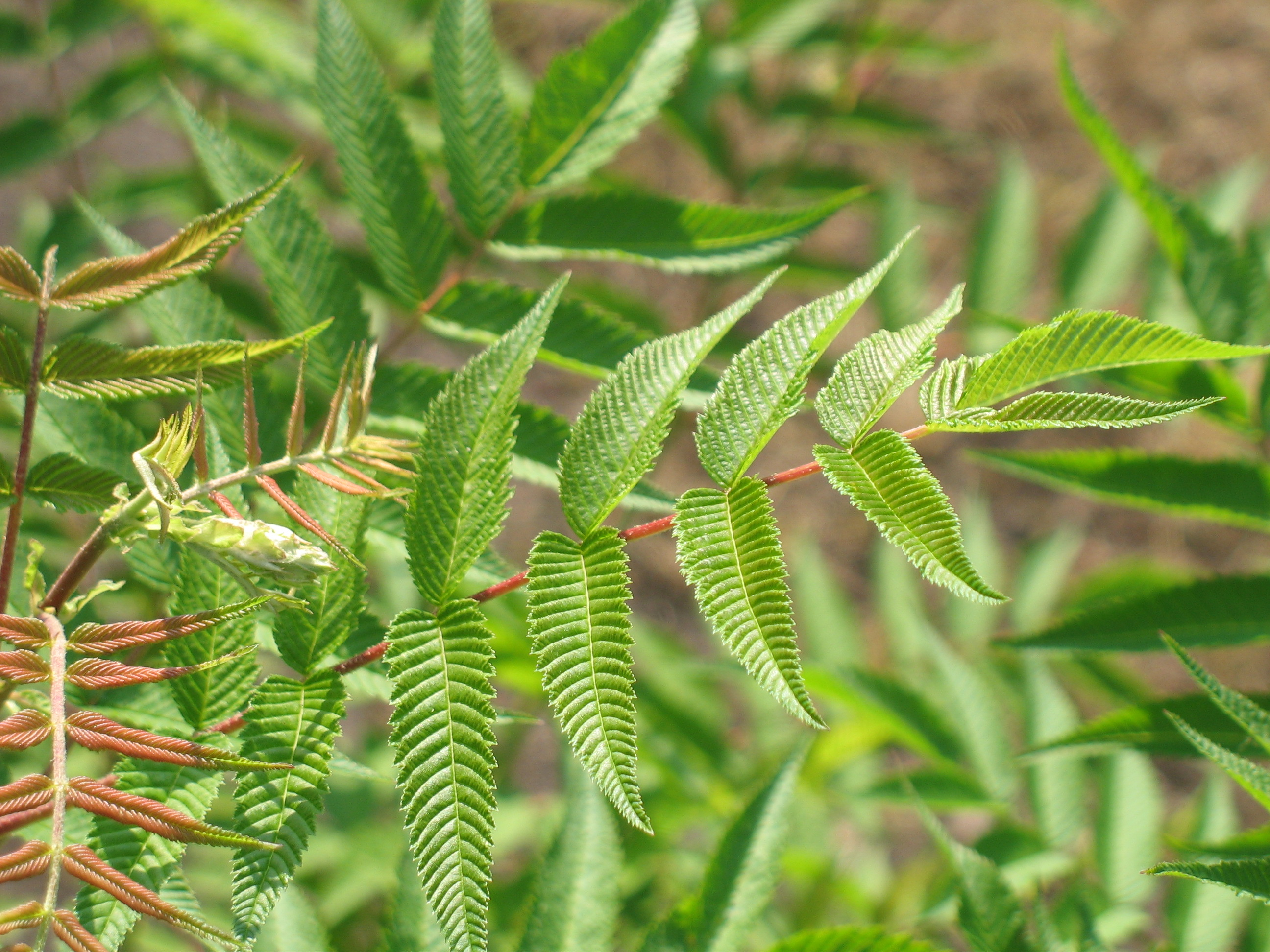
листя
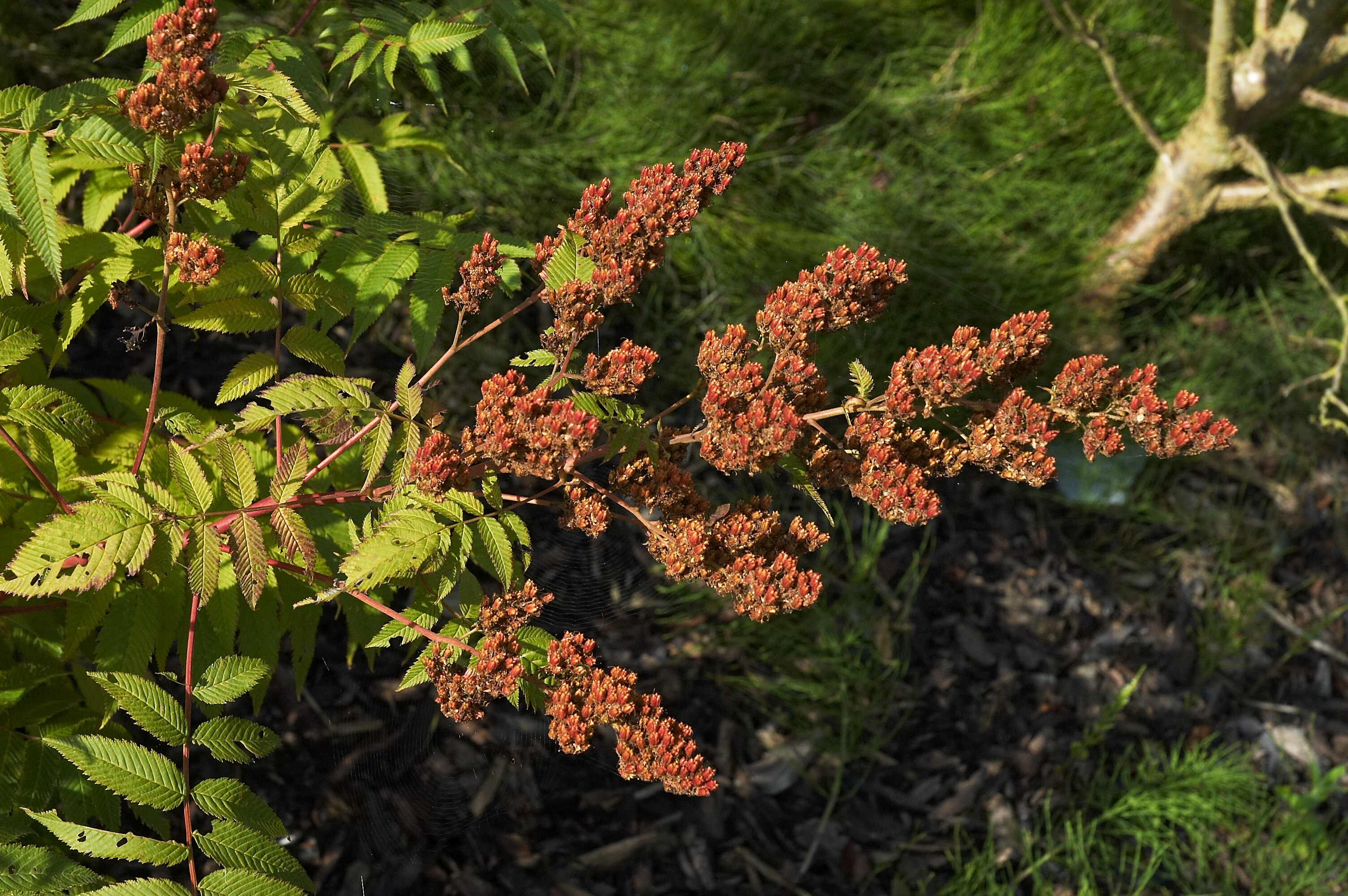
ягоди
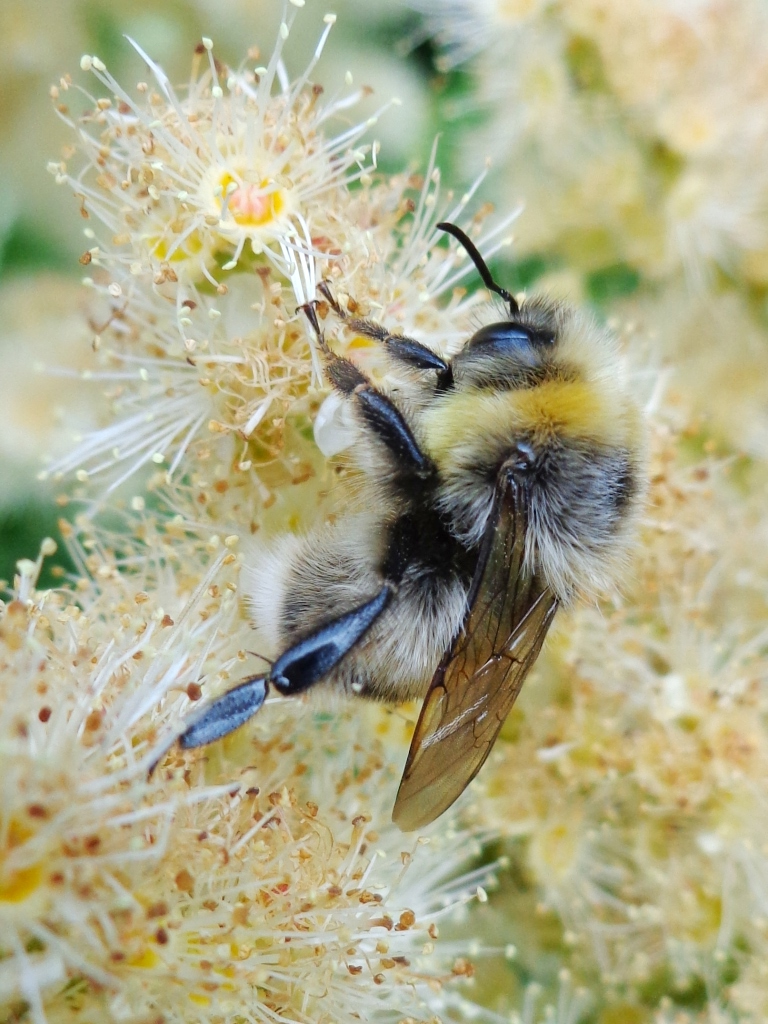
Bombus lucorum на Sorbaria sorbifolia
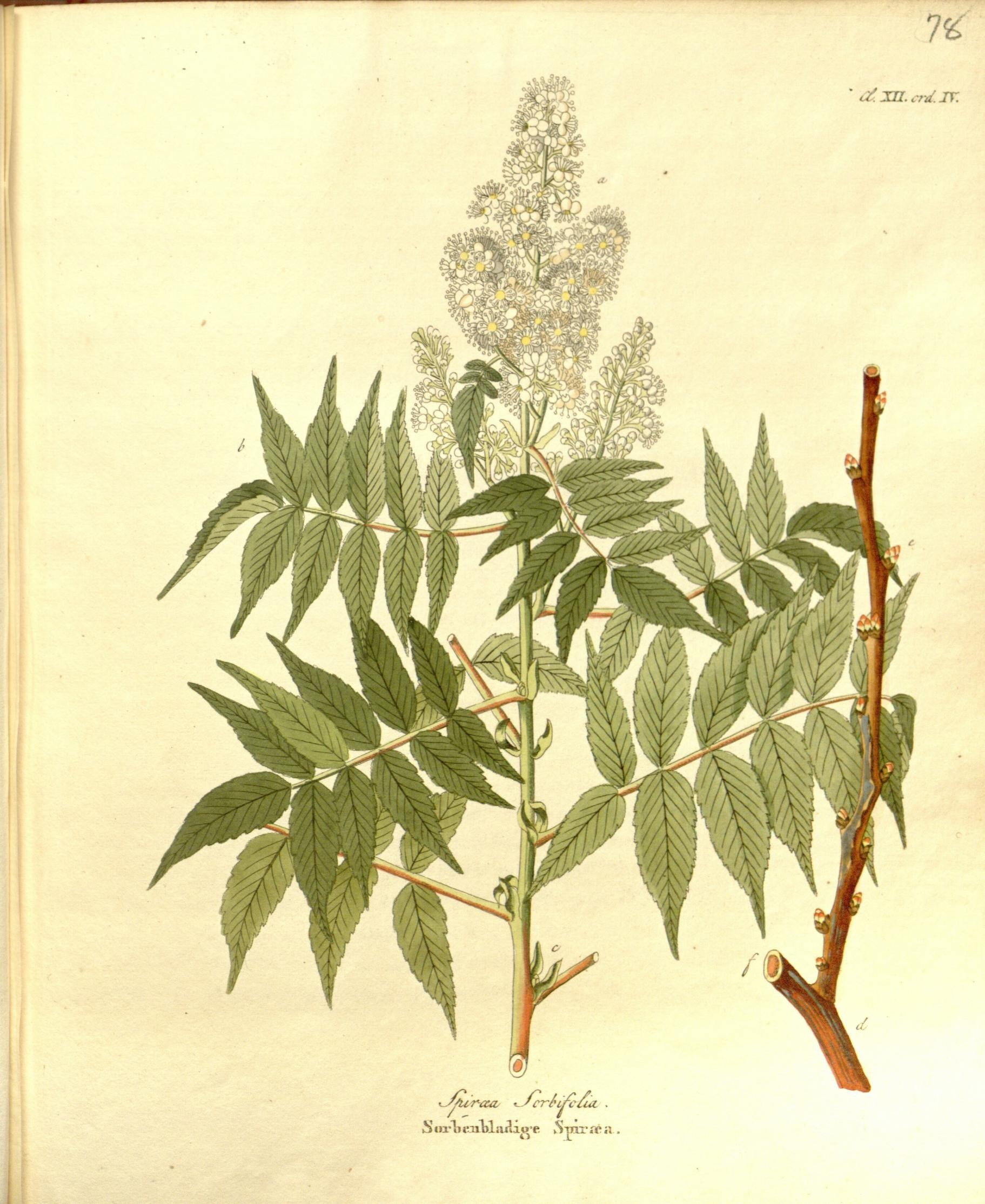
ілюстрація